# セルビ・オッテセン
セルビ・ゲイル・オッテセン・ヨンソン（アイスランド語: Sölvi Geir Ottesen Jónsson、1984年2月18日 - ）は、アイスランドの元サッカー選手。元アイスランド代表。現役時代のポジションはDF。

## クラブ歴

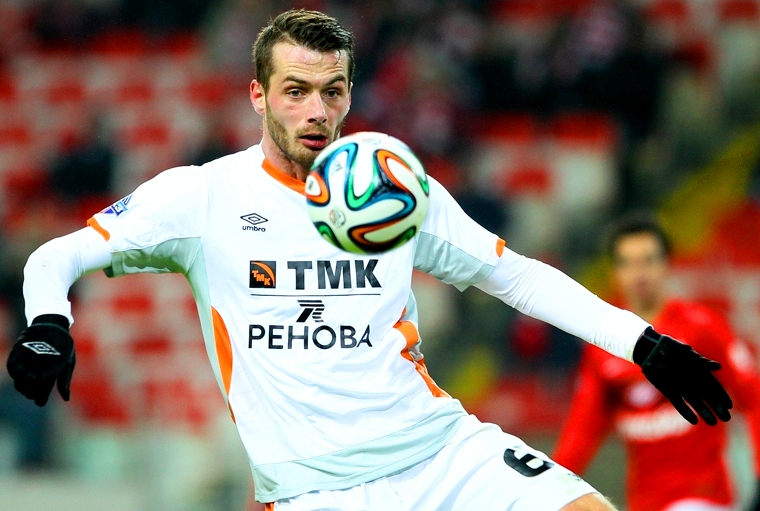
FCウラル時代

レイキャヴィークに生まれ、ヴィキングル・レイキャヴィークの下部組織からトップチームに昇格し選手となった。2004年にアルスヴェンスカンのユールゴーデンIFに移籍、4年の在籍であったが35試合2得点に止まった。
2008年にデンマーク・スーペルリーガのスナユスケに3年契約で加入。2009年6月18日にはセルティックFCのトライアルに参加する見込みである事が報じられた。アイスランドのFréttablaðið紙によるとセルティック側がシーズン前に彼をトライアルに誘い、スナユスケ側の許可を求めていたというが、この取引は失敗に終り、翌2010年6月に3年契約でFCコペンハーゲンへと移籍した。コペンハーゲンではUEFAチャンピオンズリーグ 2010-11予選プレーオフのローゼンボリBK戦でゴールし、この彼の得点によって本戦出場が決定する活躍を見せた。
2013年8月1日にロシア・プレミアリーグのFCウラル・スヴェルドロフスク・オブラストに2年契約で移籍。2015年2月14日に中国サッカー・スーパーリーグの江蘇舜天に移籍。2016年2月4日に中国サッカー・甲級リーグの武漢卓爾に移籍。2017年2月6日にはタイ・プレミアリーグのブリーラム・ユナイテッドFCに移籍したが、同年夏に広州富力に移籍し中国復帰となった。
2018年にユース時代にも在籍したヴィキングル・レイキャヴィークに復帰。

## 代表歴

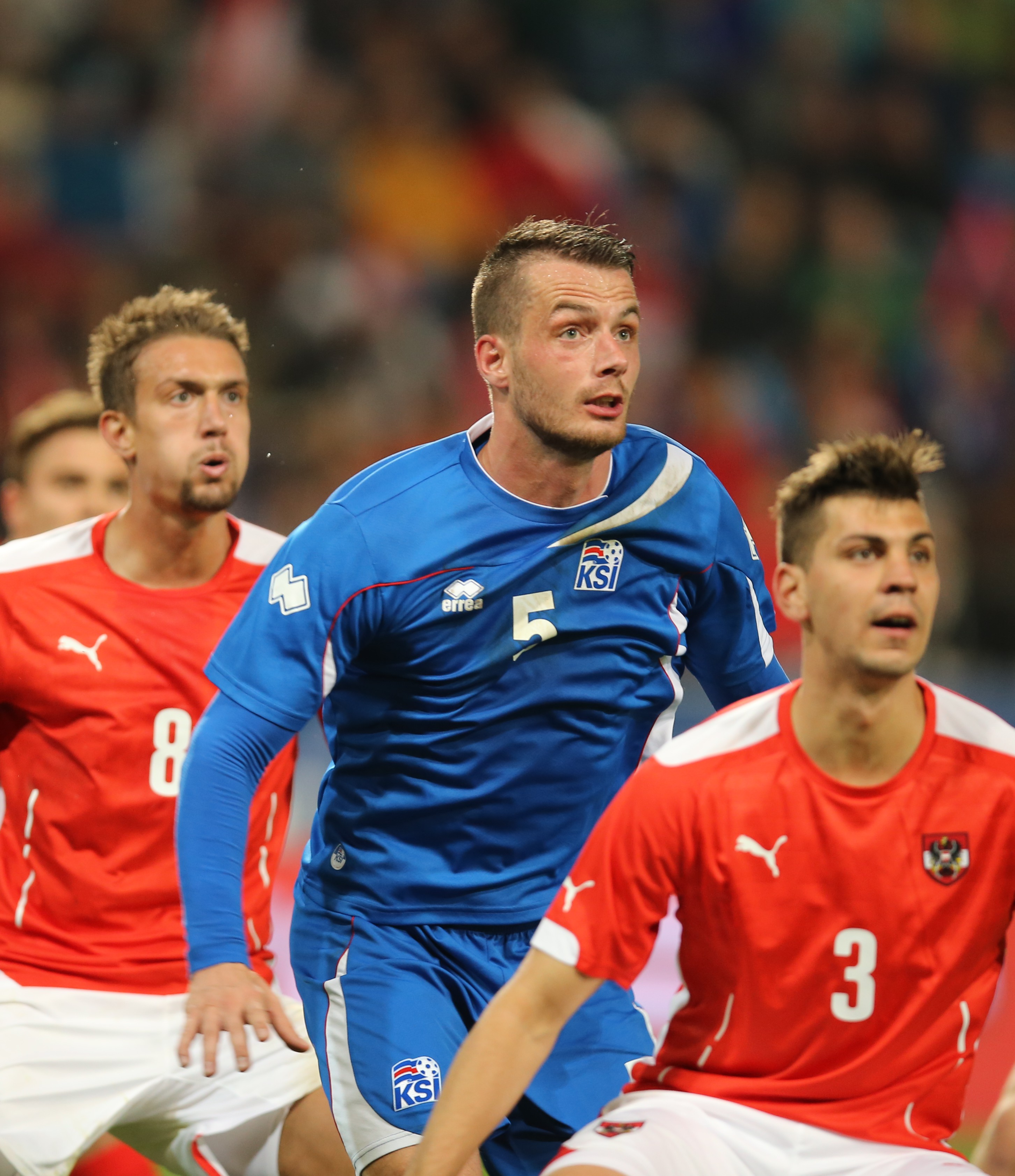
2014年、アイスランド代表としてオーストリア代表戦でプレーするオッテセン(中央)

2005年10月7日に行われたポーランド代表戦でアイスランド代表初出場。

## タイトル
ユールゴーデン
- アルスヴェンスカン: 2005
- スウェーデンカップ: 2004, 2005

コペンハーゲン
- デンマーク・スーペルリーガ: 2010-11, 2012-13
- デンマーク・カップ: 2011-12

江蘇舜天
- 中国FAカップ: 2015

ヴィキングル
- アイスランド・カップ: 2019
- ウルヴァルステイルト: 2021